# 長榮大學
長榮大學（英語：Chang Jung Christian University，CJCU），是一所位於臺灣臺南市歸仁區的私立大學。原以「長榮工學院」申請設校，後於1993年以「長榮管理學院」正式設立，2002年10月正式升格為「長榮大學」。至今設有10個學院及1個學部。
2022年，QS世界大學排名長榮大學首次申請即進榜，排名1001名-1200名，全台大學第15名。英國泰晤士高等教育(The Time Education)公布2022THE Impact Rankings大學影響力排名，名列601-800名，而最新公布2023年QS世界大學排名，名列801-1000名。

## 校史

### 籌備階段
1954年，長榮中學第二任董事長任內，由陳明清、吳基福等15名董事籌組「長榮文學院」第一屆董事會，但因當時教育部對於設立大學禁令所限，未能如期進行籌設。長榮中學第三任董事長任內，設立大學的禁令尚未解除，希望先設立專科學校，但受眾議所阻。長榮中學第四任董事長任內，仍為法令所限一直停留在籌備階段。

### 長榮工學院時期
- 1985年，長榮中學第五任董事長接任時，適逢教育部解除設立私立大學禁令，遂由當時的長榮中學校長以及長榮女中董事長共同研議創設「長榮工學院」。[4]
- 1988年3月，正式向教育部申請創辦「長榮工學院」。
- 1989年6月，獲得教育部核准籌設。同年8月成立董事會。1990年2月3日，完成財團法人設立登記。

### 長榮管理學院時期
- 1992年11月16日，長榮工學院奉准改為「長榮管理學院」。
- 1993年2月16日，財團法人「私立長榮管理學院」登記核准，同年參與大學聯招，設有資訊管理、企業管理、國際企業、會計等四學系。
- 1995年，增設醫務管理學系；翌年增設航運管理學系、土地管理與開發學系、職業安全與衛生學系、大眾傳播學系、翻譯學系及夜間部二技醫務管理技術學系。
- 1997年，增設經營管理研究所碩士班及護理學系；翌年增設財務金融學系、社會工作學系。
- 1999年，增設經營管理研究所碩士在職專班、土地管理與開發學系碩士班、媒體設計科技學系，夜間部二技醫務管理技術學系分設醫務管理組、護理管理組之分組。
- 2000年，增設翻譯學系碩士班、職業安全與衛生學系碩士班；翌年增設經營管理研究所博士班、醫務管理學系碩士班、應用日語學系、工程管理學系、視覺藝術學系，會計學系改名會計資訊學系。停招夜間部二技醫務管理技術學系。

### 長榮大學時期
- 長榮大學互動設計學系(113併數位媒體設計學系)，大學部-長榮大學數位媒體設計學系(113增設互動設計組)。停招系併現有系?[5]
- 2024年公告停招系所(113/8/23)資訊暨設計學院：互動設計學系(113停招)、資訊暨設計學院學士班(113停招)、科技工程與管理學系(110停招)、數位內容設計學系(110停招)、智慧生活應用學士學位學程(110停招)[6]
- 2002年，改名為「長榮大學」，整合原管理學群、公共衛生學群、人文社會學群成立「管理學院」、「健康科學院」、「人文社會學院」。增設經營管理研究所碩士班會計財金組、資訊管理學系碩士班、視覺藝術學系碩士班、企業管理學系碩士班、日本研究所、醫學研究所（分設醫學組及護理組）、生物科技學系、呼吸照護技術學系，工程管理學系改名科技工程管理學系。
- 2003年，增設航運管理學系碩士班、經營管理研究所碩士班財務金融組、運動休閒管理學系。經營管理研究所碩士班會計財金組改名經營管理研究所碩士班會計資訊組。
- 2004年，增設護理學系碩士班及社會工作學系碩士班。9月22日，長榮大學舉辦開學的「師生周會」有480名學生缺席，因此遭到申誡處分，規模創下中華民國高等教育史上新紀錄[7]。學生批評校方利用師生周會宣揚基督教，違反信仰自由，更難以接受校方將缺席學生記申誡。[8][9]
- 2005年8月1日，增設資訊工程學系。整合資訊管理學系、科技工程與管理學系、資訊工程學系成立「資訊暨工程學院」。同年9月增設台灣研究所碩士班。
- 2006年，增設國際企業學系碩士班、健康科學系、臨床心理學系。經營管理研究所碩士在職專班改名高階管理碩士在職專班。醫務管理學系碩士班分設健康產業經營與管理組、健康規劃與管理組之分組。醫學研究所、呼吸照護技術學系遷移至彰化分部。
- 2007年，增設運動休閒管理學系碩士班、生物科技學系碩士班、哲學與宗教學系。放棄彰化分部籌設案，設於分部之系所開始籌備遷回台南校本部。
- 2008年，增設基督教學系並成立基督教研修學院。彰化分部之醫學研究所、呼吸照護技術學系遷回台南校本部。
- 2009年，增設科技管理學位學程。健康科學系改名保健營養學系、臨床心理學系改名健康心理學系、視覺藝術學系改名美術學系，護裡學系碩士班改設臨床護理組、護理行政組及社區護理組。日本研究所調整為應用日語學系碩士班。
- 2010年，增設書畫藝術學位學程、學士後不動產專案管理學士學位學程。基督教學系改名神學系；基督教研修學院改名「神學院」。在「大學入學指定科目考試」（簡稱「指考」）分數中，運動休閒管理系出現了當年全台灣最低的指考分數。[10]

- 2011年，增設休閒產業管理學士學位學程、數位內容創作學士學位學程，科技工程管理學系改名科技工程與管理學系，並停招呼吸照護技術學系。

- 2012年，醫務管理學系碩士班取消分組。

- 2013年，增設媒體設計科技學系碩士班、管理學院原住民學士專班、健康產業發展學士學位學程，運動休閒管理學系改名運動競技學系、書畫藝術學位學程改名書畫藝術學系。成立「永續教育學院」，並新設有管理學士學位學程進修學士班、藝術創意與設計學士學位學程進修學士班、語文學士學位學程進修學士班，師資培育中心裁撤。

- 2014年，增設醫學研究所臨床諮商心理學組。BIG O長大夢想空間、產學合作總中心正式啟用。

- 2015年，增設創新互動設計學士學位學程、國際會展管理學學士學位學程、國際財務與商務管理學士學位學程、台灣文化創意產業學士學位學程、環境與食品安全檢驗學士學位學程、觀光與餐飲服務事業進修學士學位學程，哲學與宗教學系改名應用哲學系、休閒產業管理學士學位學程改名觀光與餐飲管理學系。台南青年創業基地BIG O2、廚藝創能學堂正式啟用。

- 2016年，增設消防安全學士學位學程，並分設消防防災技術組、消防實務管理組。國際會展管理學士學位學程分設國際行銷貿易組、會展規劃管理組；醫務管理學系分設醫療機構組、長期照護組；生物科技學系增設生物產業經營管理組；環境與食品安全檢驗學士學位學程分設環境檢驗組、食品檢驗組、職場檢測組；社會工作學系分設社工專業組、長期照護服務管理組；媒體設計科技學系分設互動設計組、影視動畫組；創新互動設計學士學位學程分設互動多媒體組、創意美學組。數位內容創作學士學位學程改名數位內容設計學系。健康產業發展學士學位學程改名醫藥科學產業學士學位學程。資訊暨工程學院改名資訊暨設計學院。成立環境教育國際實驗學院。

- 2017年，增設綜合災害防減國際碩士學位學程、醫學社會暨健康照護學士學位學程健康照護組、醫學社會暨健康照護學士學位學程醫療社會福祉組、永續發展國際學士學位學程、東南亞文化與產業學士學位學程、資訊暨設計碩士學位學程、無人機應用學土學位學程、智慧生活應用學士學位學程、醫藥照護產業進修學士學位學程。創新互動設計學士學位學程改名互動設計學系，並設置互動裝置應用組、美學與資訊設計應用組之分組；科技管理學位學程改名創新應用管理系、經營管理研究所改名管理學院經營管理博士班/碩士班、醫藥科學產業學士學位學程改名醫藥科學產業學系。

- 2018年，醫學社會暨健康照護學士學位學程取消健康照護組、醫療社會福祉組之分組。增設蘭花產業應用學士學位學程，並分設蘭花國際行銷組、蘭花創意應用組。語文學士學位學程改名日語進修學士學位學程。同年新設安全衛生科學學院，由原隸健康科學學院之職業安全與衛生學系、環境與食品安全檢驗學士學位學程、消防安全學士學位學程共同組成，成為該校第八個學院。同年增設國際商學院，成為該校第九個學院。

- 2019年，停招台灣研究所、綜合災害防減國際碩士學位學程、應用日語學系碩士班、土地管理與開發學系碩士在職專班、醫務管理學系碩士在職專班、神學系、國際財務與商務管理學士學位學程。增設資訊暨設計學院學士班、綠能與環境資源學系。管理學士學位學程改名管理進修學士學位學程。原隸人文社會學院之美術學系暨碩士班、書畫藝術學系及台灣文化創意產業學士學位學程，整合成立美術學院，成為該校第十個學院，也是臺灣所有綜合型大學中第一個美術學院。原隸人文社會學院之媒體設計科技學系，改隸資訊暨設計學院；原隸資訊暨設計學院之無人機應用學士學位學程，改隸安全衛生科學學院。

- 2020年，停招醫藥照護產業進修學士學位學程、不動產財務金融學士學位學程、國際會展管理學士學位學程。增設職安消防進修學士學位學程、應用社會科學碩士在職學位學程。10月28日，學校附近發生長榮大學外籍女學生命案[11][12][13][14]，學生批評學校對維護學生安全無作為，[15]，10月31日校長向死者父母及社會道歉[16]，同年長榮大學校長、學務長、總務長與校安中心主任均為此請辭[17][18]。

- 2021年，停招醫學研究所、翻譯學系碩士在職專班、科技工程與管理學系、智慧生活應用學士學位學程、數位內容設計學系。媒體設計科技學系改名數位媒體設計學系。增設安全衛生科學碩士在職學位學程、安全衛生科學碩士學位學程[19]。

- 2023年，原隸美術學院之美術學系暨碩士班、書畫藝術學系及台灣文化創意產業學士學位學程，改隸人文社會學院，美術學院解散[20]。

## 招生情況
- 2024年11月29日，113學年度學生人數，大學部 4,241、研究所254、進修部180, 在職專班94, 合計4,769。[21]
- 2024年8月15日，大學分發錄取率94.62％創近4年最低 實踐、長榮缺額數最多[22]
- 2023年12月29日，少子化釀學校倒閉危機！私校工會曝1指標：這19間學校恐將退場[23]
- 2022年8月12日，首屆大學分發入學放榜，有12所大學缺額比率大於80%，以缺額率比較，長榮大學以91.6% 排列第五，僅低於玄奘大學、大葉大學、明道大學及真理大學。[24]

- 2022年11月28日，教育部公布111學年度各大專全校新生註冊率，共有19所私校註冊率未達60%的「淹水線」，當中包括新生註冊率為53.35%的長榮大學。[25]

- 2023年8月15日，112學年度大學分發入學管道放榜，共有29校沒有足額錄取，總缺額人數為6464名。以缺額人數比較，長榮大學以605名（73.78%）缺額排次名，僅低於中國文化大學。[26][27][28][29][30]

- 2023年11月3日，教育部公布113學年學士班招生名額，對比112學年的招生名額整體略少3%，但至少十所私校明年招生大減10%至30%，長榮大學以減招生名額311名（減幅20%）排列第三，僅低於中國文化大學及真理大學。[31][32]
- 2023年12月27日 [校務發展組資料] ，112學年度學生人數:大學部5,107人,研究所270進修部195在職專班82, 合計5,654人。 [33]

## 歷任校長
| 任別 | 姓名   | 任期                 | 簡歷 |
| ---- | ------ | -------------------- | --- |
| 1    | 林邦充 | 1993年-1997年        | 曾任中原大學國貿系主任、輔仁大學國貿系系主任                                                                           |
| 2    | 簡春安 | 1997年-2000年        | 曾任東海大學社會工作系主任、東海大學社會工作研究所所長、獲社會工作金駝獎、社會工作貢獻獎                               |
| 3    | 蕭龍生 | 2000年-2003年        | 曾任加拿大聖湯姆森大學數學系系主任、國立高雄師範大學數學系教授兼系主任、所長理學院院長、中華國際奧林匹亞菁英協會理事長 |
| 4~6  | 陳錦生 | 2003年-2013年        | 曾任東海大學理學院院長                                                                                                 |
| 7    | 李泳龍 | 2013年-2025年7月31日 | 曾任長榮大學土地管理與開發學系系主任、長榮大學研發長、學務長、教務長、副校長                                           |

## 教學單位
| 管理學院 | 管理學院經營管理博士班       | 管理學院經營管理碩士班 經營管理組 航運管理組 土地管理與開發組 |
| 管理學院 | 高階管理碩士在職專班（EMBA） | 企業管理學系                                                  |
| 管理學院 | 國際企業學系                 | 會計資訊學系                                                  |
| 管理學院 | 財務金融學系                 | 觀光與餐飲管理學系                                            |
| 管理學院 | 航運管理學系                 | 學士後不動產專案管理學士學位學程                              |

| 健康科學學院 | 醫務管理學系(碩、碩專) | 護理學系(碩) |
| 健康科學學院 | 生物科技學系           | 健康心理學系 |
| 健康科學學院 | 保健營養學系           |              |

| 人文社會學院 | 翻譯學系(碩)     | 社會工作學系(碩) |
| 人文社會學院 | 大眾傳播學系     | 應用日語學系     |
| 人文社會學院 | 運動競技學系(碩) | 書畫藝術學系     |
| 人文社會學院 | 美術學系暨碩士班 |                  |
| 人文社會學院 |                  |                  |

| 資訊暨設計專業學院 | 資訊工程學系(含學士後專班) | 數位媒體設計學系 |

| 永續教育學院 | 管理進修學士學位學程 | 應用社會科學碩士在職學位學程 |

| 環境教育國際實驗學院 | 永續發展國際學士學位學程(外籍專班) |  |

| 安全衛生科學學院 | 職業安全與衛生學系(碩、碩專) | 食品安全衛生與檢驗學士學位學程 |
| 安全衛生科學學院 | 綠能與環境資源學系           | 消防安全學士學位學程           |

| 神學院 |
| ------ |

| 博雅教育學部 | 通識教育中心 | 語文教育中心   |
| 博雅教育學部 | 共同教育中心 | 華語文教育中心 |

## 校園

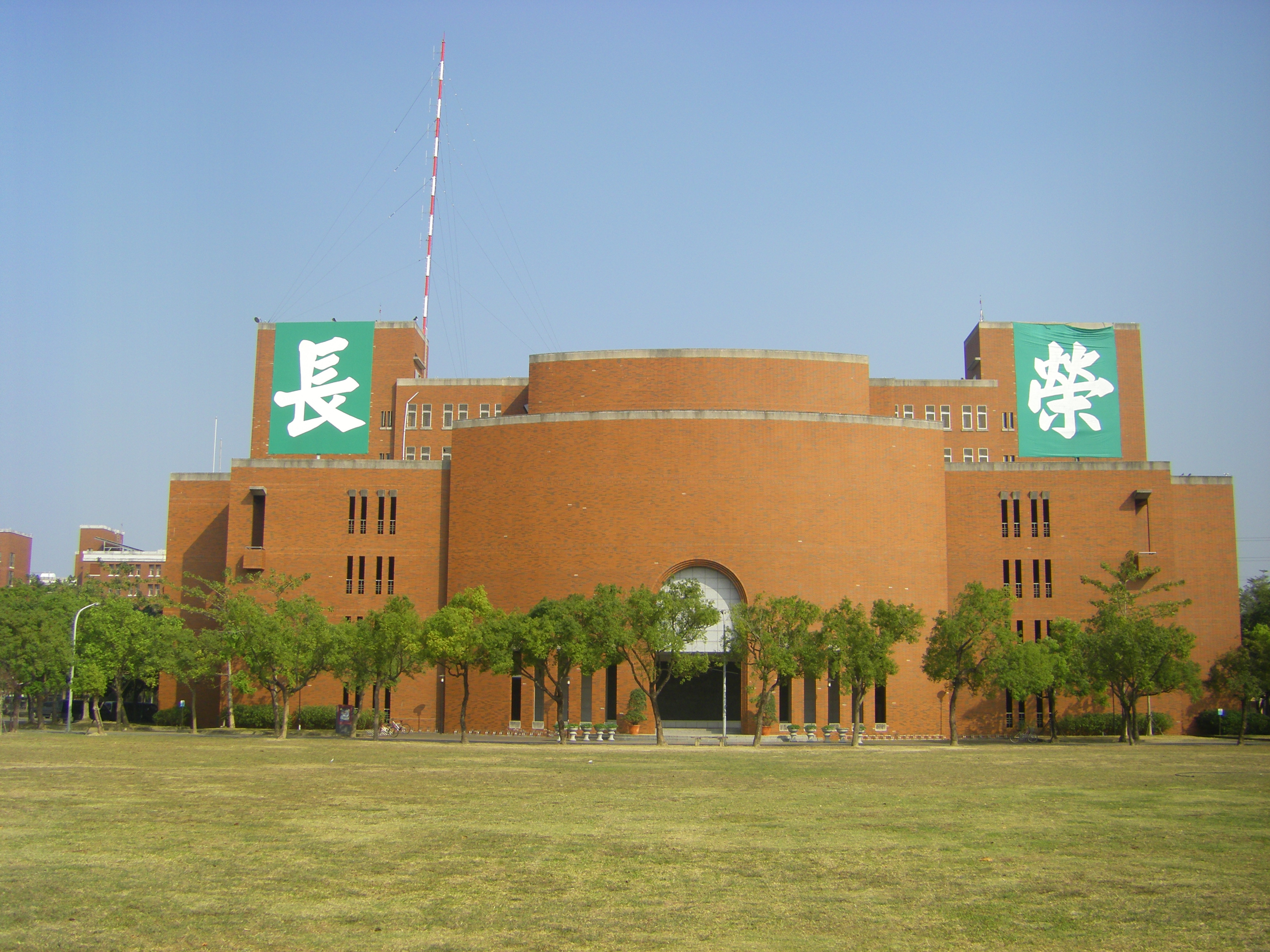
第二教學大樓

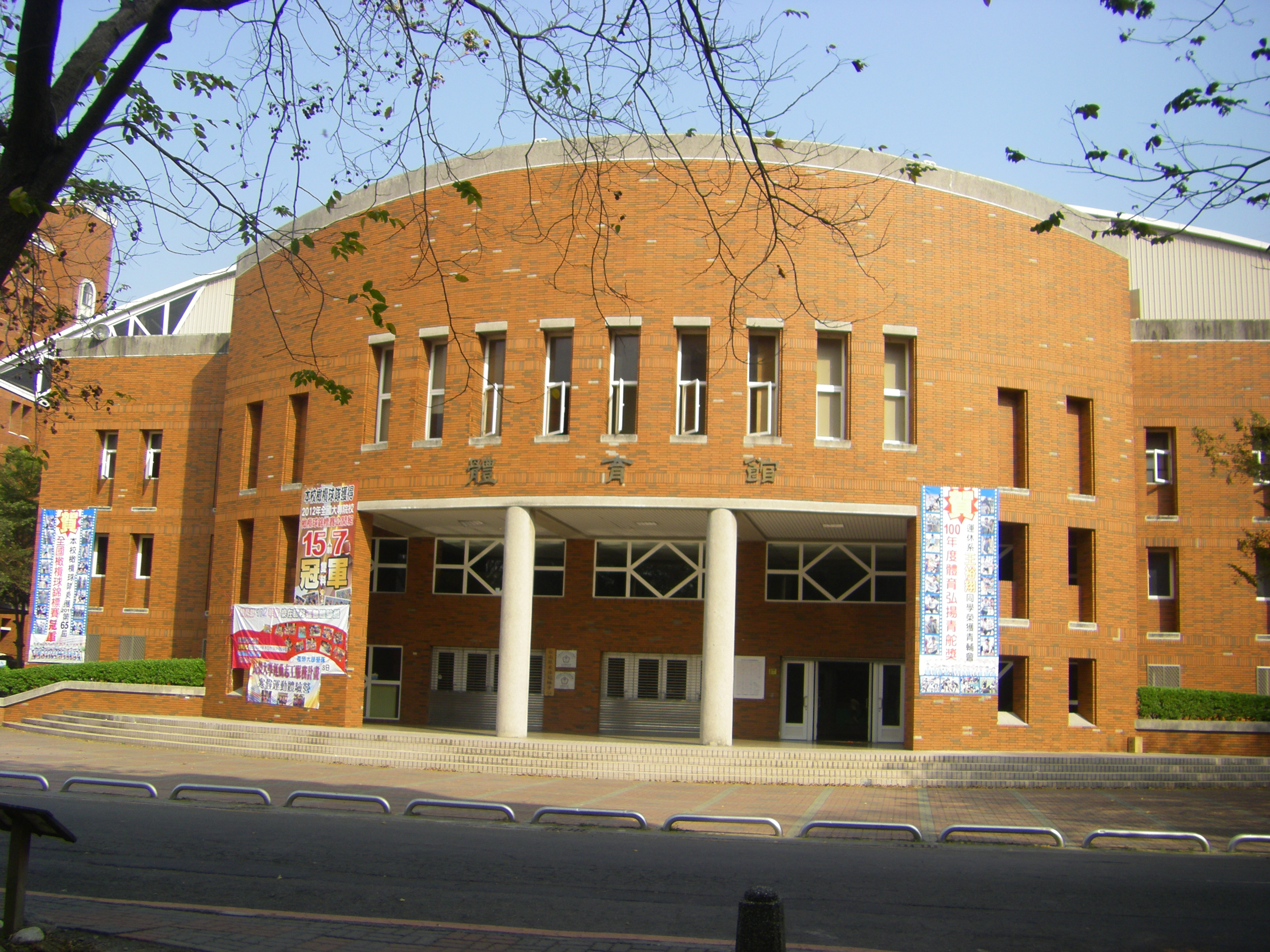
綜合體育館

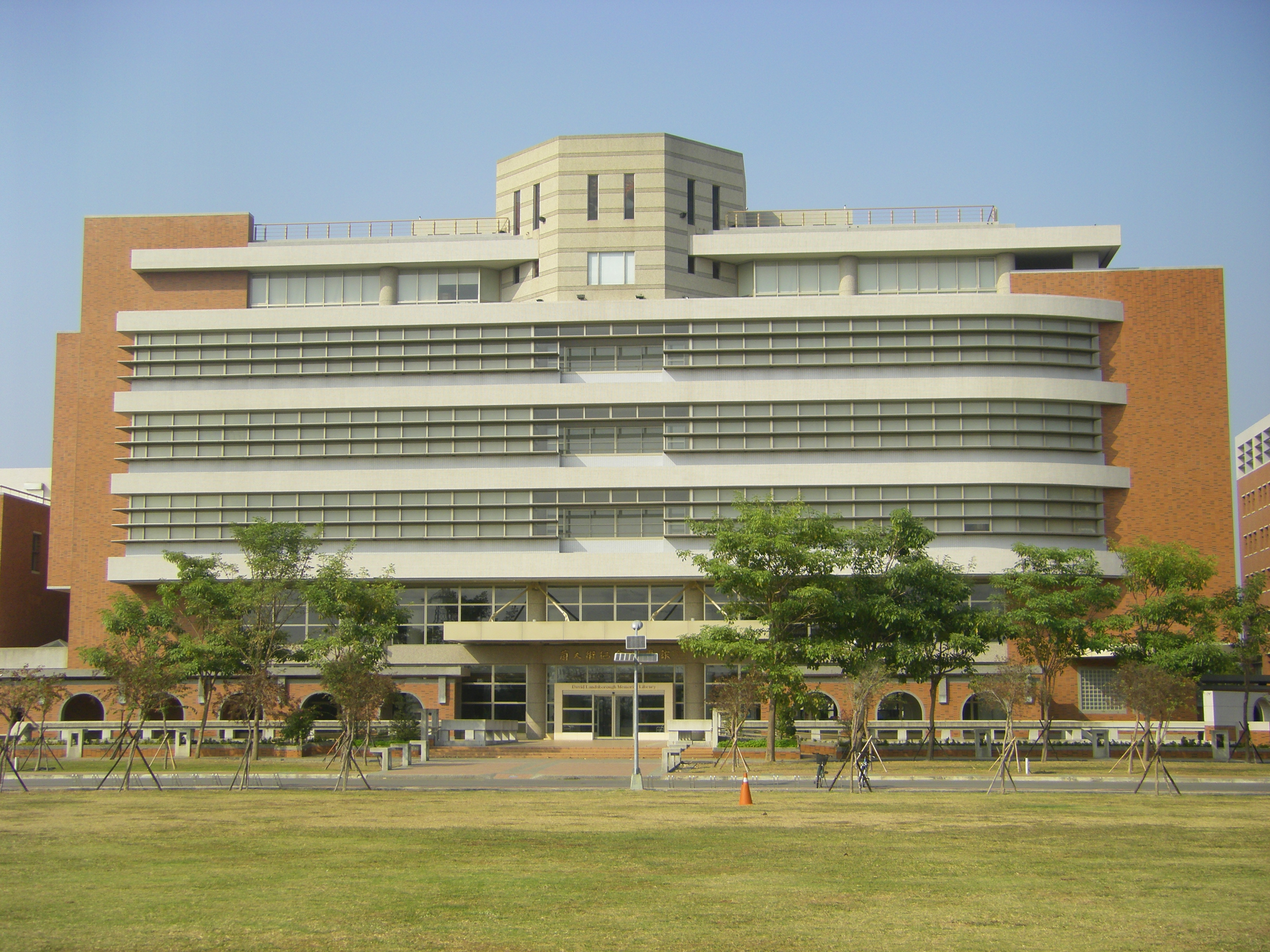
蘭大衛紀念圖書館

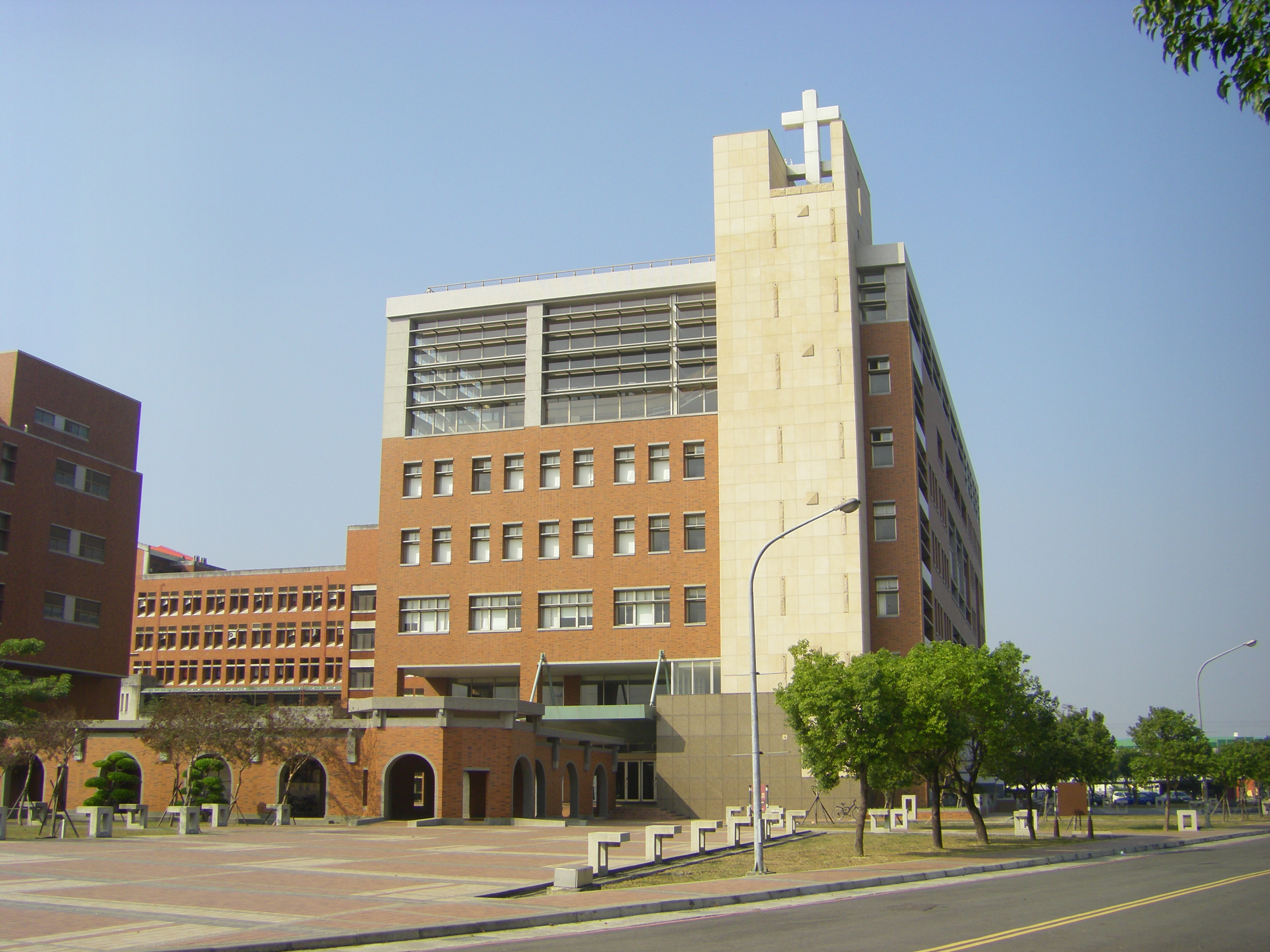
行政大樓

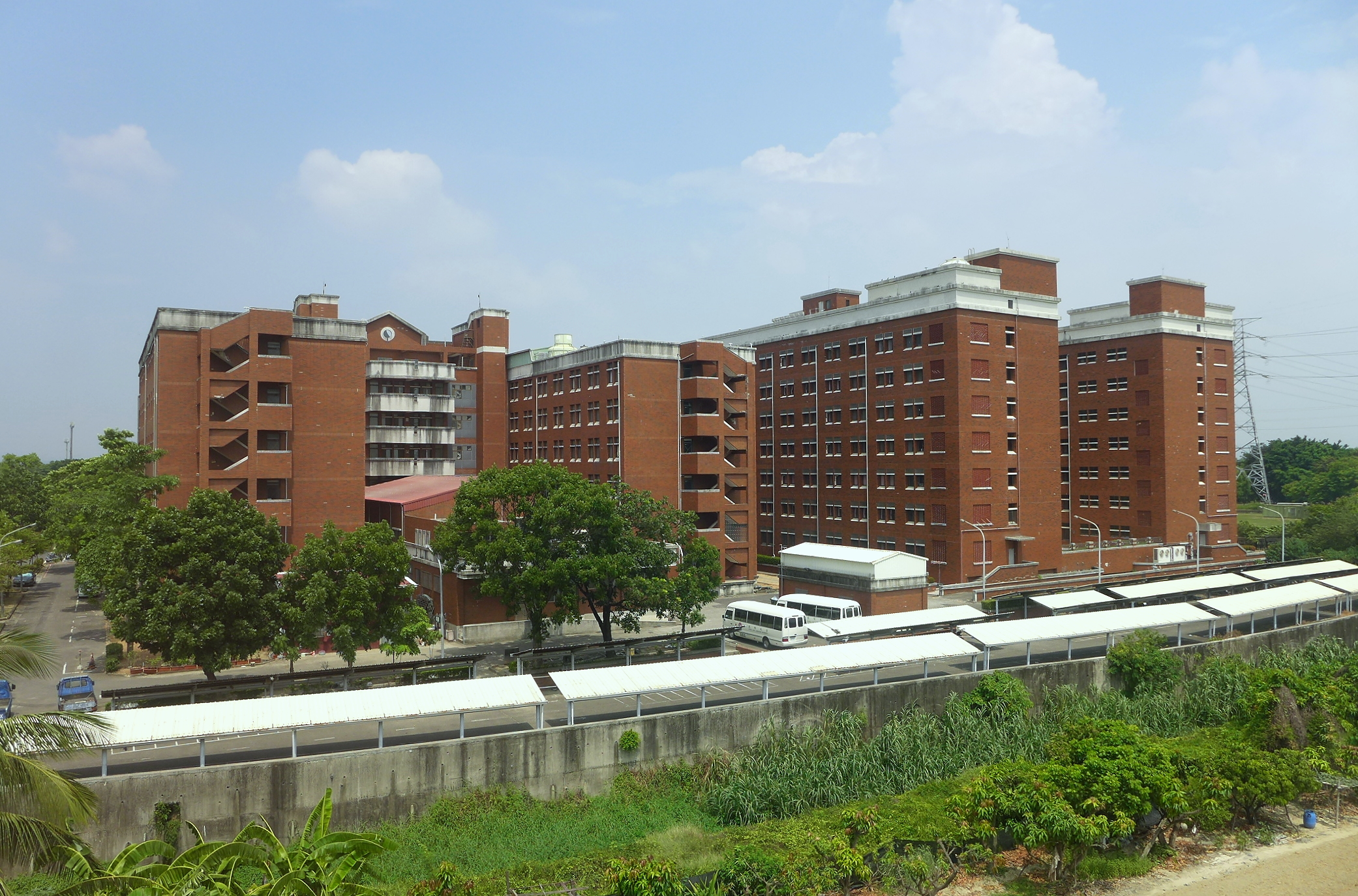
第一及第二宿舍

- 第一教學大樓、第二教學大樓、第三教學大樓

- 綜合體育館（歸仁區全民運動中心）

- 蘭大衛紀念圖書館

- 計算機與網路中心
- 行政大樓

- 學生活動中心
- 游藝樓
- 土開實習工場
- 職安實習教室
- 污水處理廠

- 第一宿舍、第二宿舍、第三宿舍、第四宿舍

## 教學與研究成果

### 校務評鑑
- 2019年1月7日，長榮大學校務評鑑全數通過辦學有成獲肯定。[35]

### 國際合作
- 2017年8月26日，與經緯航太、砂勞越科技大學簽訂合作備忘錄，設立共同合作的「無人機研究與應用中心」。[36]
- 2018年11月19日，我國長榮大學與宮古島市政府聯合舉辦日本教育中心開幕典禮。[37]
- 2018年11月20日，台日交流窗口宮古島長榮大學日本教育中心揭牌。[38]
- 2018年11月23日，台灣長榮大學日本教育中心啟動。[39]
- 2018年11月26日，前進馬來西亞 詩巫市 長榮大學東南亞學程舉辦行動學習。[40]

### 產學合作
- 2018年11月28日，培養國際經營人才 長榮大學國企系與外貿協會合作。[41]
- 2018年12月11日，發展動漫產業 長榮大學與角川國際動漫成立工作室。[42]
- 2019年7月11日，長榮大學與四季洋圃簽約 打造科技有機農業示範場域 。[43]
- 2019年10月30日，長榮大學和馬國基金會 展開產學合作。[44]
- 2020年1月20日，艾思特攜長榮大學 育無人機專才。[45]
- 2020年2月18日，長榮大學開發顯像技術 快速檢測口罩密合有無洩漏。[46]
- 2020年7月27日，長榮大學與首璽格爾簽MOU 打造醫美產業人才搖籃。[47]
- 2020年8月11日，長榮大學攜手馬國企業 優化油棕林智慧化管理系統。[48]
- 2020年9月8日，台灣創意金屬公司與長榮大學簽訂合作備忘錄。[49]
- 2021年2月23日，長榮大學與高登智慧科技公司簽訂合作備忘錄。[50]
- 2021年8月23日，長榮大學與嘉義、臺南市榮民服務處簽約合作。[51]

## 學生社團活動
- 自治團體
- 綜合/服務性社團
- 康樂/聯誼性社團
- 體育/舞蹈性社團
- 學術/學藝性社團

## 爭議事件

### 480名學生齊遭申誡
2004年9月22日，長榮大學舉辦開學的「師生周會」學生批評校方利用師生周會宣揚基督教，違反信仰自由。

### 指考最低分數落入長榮運管系
2010年，在「大學入學指定科目考試」（簡稱「指考」）分數中，運動休閒管理系出現了全台灣最低的指考分數。

### 李姓教授性騷擾女學生事件
2013年12月11日，長榮大學3名女學生分別向校方提出「校園性侵害性騷擾或性霸凌事件調查」申請，指控該校的李姓教授於2012年9月至2013年11月間，在研究室觸摸3人臀部、對她們講話用語曖昧、並邀約單獨吃飯及要去女方校外租屋處，更藉以安慰為由熊抱。校方兩次調查後，認定成立性騷擾，校教評會2016年5月決議將該李教授解聘，並議決1年不得被聘任為教師。李教授向教育部申訴被駁回，提起行政訴訟，法院判李敗訴，2020年，經上訴後仍判李敗訴。

### 學長在迎新活動中要求學妹做出不雅行為
2018年9月，長榮大學運動競技系舉辦迎新活動，傳出有「學長把麵包放在下體叫學妹吃」、「叫女生吃含過的喉糖」等不雅行為，校方獲悉此事後，公開向該系新生致歉，並加強宣導性別教育。

### 男學生於托嬰中心強吻幼童嘴部
2020年2月，台南市新親親奶瓶托嬰中心發生虐童、行政人員強吻幼童嘴部事件。兒童權益促進協會理事長王薇君代表受害孩童家長，向台南地檢署提出面申告。當中強吻幼童嘴部的行政人員顏秀哲是長榮大學學生，亦是托嬰中心負責人蘇佑璟的外甥。長榮大學秘書長管美燕證實顏是該校學生，至於他在校外行為有否違反校規或校譽，仍待校方召開校務會議討論。

### 馬來西亞籍女大生遇害
2020年10月28日，就讀國際財務與商務管理學士課程的马来西亚籍鍾姓女學生，由大學校園返回校外租屋處時被擄走性侵並殺害，棄屍高雄阿蓮山區。調查發現長榮大學有女學生於2020年9月尾在同一地點發生類似事件，女生將事件通知大學，但校方未依規定進行校安通報，沒有上報教育部，亦未向其他學生發出相關訊息使學生提高警覺。10月31日，校長出面向死者父母及社會道歉，大學學務長與校安中心主任請辭負責。

### 性侵指控風波
2021年2月，有新聞指出長榮大學的副教授涉嫌性侵一女子，對方則否認指控。2018年3月，檢方依強制性侵罪嫌起訴，一審判決3年6月。2022年8月30日，高等法院台南分院認為證據不足而改判無罪。2023年8月11日，最高法院認為檢方證據與補強證據皆有不足，認為原判決不當，判決該副教授無罪定讞。副教授在定讞後，指責檢察官忽視對被告有利證據和先前的不起訴書、並質疑他們接受媒體訪問的行徑，同時稱一審法官忽視其調查證物的要求為「荒謬」。

## 國際合作姐妹校
- 長榮大學成立至今，與全世界大學締結姐妹校總共有159所學校。[62]

## 歷年日間部師生比及新生註冊率
- 112學年度日間部學生人數6925，專任老師人數606，日間部師生比11.43（學生數/老師數）。[63]

- 112學年度新生註冊率56.80%。
- 113學年度新生註冊率69.3%。

## 外部連結
- 長榮大學 （页面存档备份，存于） （繁體中文）（英文）（日語）（越南文）
  - 長榮大學的Facebook專頁
  - 長榮大學的Instagram帳戶
  - YouTube上的CJCU TV長榮大學電視台頻道
- 長榮大學圖書館 （页面存档备份，存于）
  - 長榮大學蘭大衛紀念圖書館的Facebook專頁
- 長榮大學推廣教育中心 （页面存档备份，存于）
  - 長榮大學 推教中心-高雄分部的Facebook專頁